# Панамский сентесимо

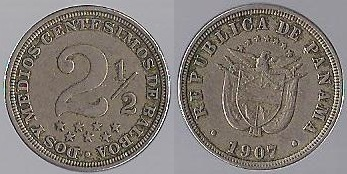
Монета в 2½ сентесимо 1907 года выпуска.

Панамский сентесимо — разменная монета государства Панама, 1/100 панамского бальбоа. Происхождение названия аналогично происхождению слов цент, чентезимо, сантим и т. п. и восходит к латинским словам centum (сто) и centesimus (сотая часть). В разговорной речи в Панаме часто употребляется название «сентаво».
В наличном обращении находятся монеты номиналом 50, 25, 10, 5 и 1 сентесимо, причём монеты в 10, 25 и 50 сентесимо номинированы словами, обозначающими соответствующую дробную часть от бальбоа: DECIMO (1/10), CVARTO (1/4) и MEDIO (1/2). С 1966 года монеты 1/10 и 1/4 бальбоа производят из меди, покрытой медно-никелевым сплавом, монета 1/2 бальбоа из такого же материала была введена в 1973 году. Современные монеты 1 и 5 сентесимо и 1/10, 1/4 и 1/2 бальбоа по весу, размеру и составу аналогичны американским центу, никелю, дайму, квотеру и хафу соответственно.

## Монеты основного обращения
| Изображение | Номинал      | Материал и размеры | Изображение на аверсе                                                                                      | Изображение на реверсе | Годы выпуска                                                    |
| ----------- | ------------ | --- | --- | --- | --------------------------------------------------------------- |
|             | 1 сентесимо  | Цинк, плакированный медью. Диаметр 19.05 мм, толщина 1.20 мм.                                                            | В центре номинал в четыре строки: UN CENTESIMO DE BALBOA, вверху надпись: REPUBLICA DE PANAMA              | В центре портрет Урраки (ум. 1531), вождя племени гуайми. Вверху надпись полукругом URRACA, внизу год выпуска.                                | 1991, 1996, 2001, 2008                                          |
|             | 5 сентесимо  | Медно-никелевый сплав. Диаметр 21.20 мм, толщина 1.95 мм.                                                                | В центре герб Панамы. В нижней части год выпуска. В верхней части надпись полукругом: REPUBLICA DE PANAMA. | В центре цифра «5», под цифрой — 9 звезд, по краю монеты надпись CINCO CENTESIMOS DE BALBOA.                                                  | 1982, 1983, 1993                                                |
|             | 1/10 бальбоа | Медь, плакированная медно-никелевый сплавом. Диаметр 17.90 мм.                                                           | В центре герб Панамы. В верхней части надпись полукругом REPUBLICA DE PANAMA, в нижней год выпуска.        | В центре изображение конкистадора Васко Нуньеса де Бальбоа (1475—1517). В верхней части монеты надпись полукругом: VN · DECIMO · DE · BALBOA. | 1996, 2001, 2008                                                |
|             | 1/4 бальбоа  | Медь, плакированная медно-никелевым сплавом. Диаметр 24.25 мм, толщина 1.75 мм                                           | В центре герб Панамы. В верхней части монеты надпись полукругом REPUBLICA DE PANAMA, в нижней год выпуска. | В центре изображение конкистадора Васко Нуньеса де Бальбоа (1475—1517). В верхней части монеты надпись полукругом: VN · CVARTO · DE · BALBOA. | 1996, 2001, 2006, 2008                                          |
|             | 1/2 бальбоа  | Медь, плакированная медно-никелевым сплавом (с 1973), медно-никелевый сплав (с 1996). Диаметр 30.60 мм, толщина 2.20 мм. | В центре герб Панамы. В верхней части монеты надпись полукругом REPUBLICA DE PANAMA, в нижней год выпуска. | В центре изображение конкистадора Васко Нуньеса де Бальбоа (1475—1517). В верхней части монеты надпись полукругом: MEDIO · BALBOA.            | 1973—1975, 1979, 1980, 1982, 1983, 1986, 1993, 1996, 2001, 2008 |

## Редкие монеты, находящиеся в обращении

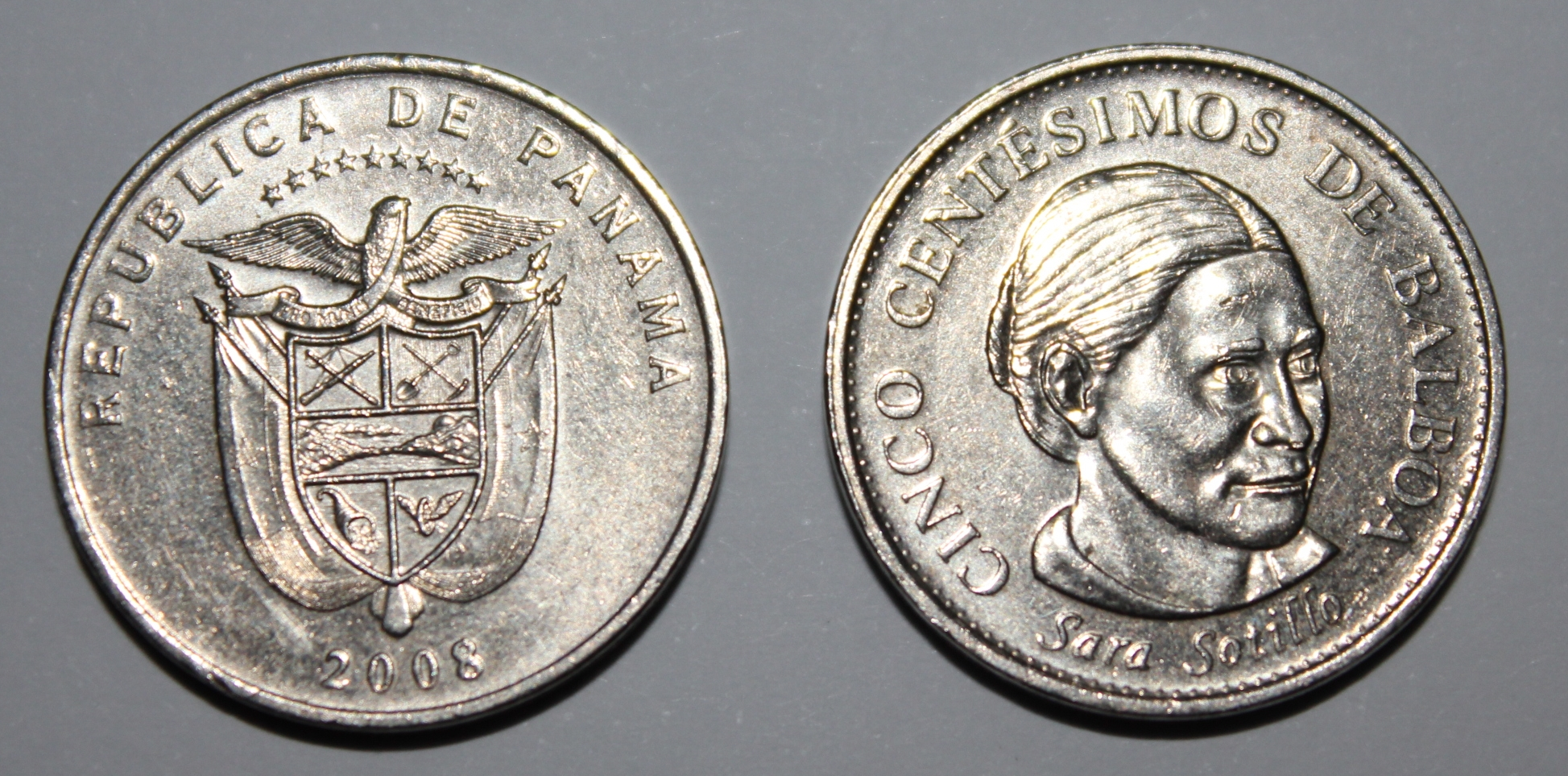
5 сентесимо c изображением Сары Стотильо (1900—1961), одного из лидеров феминистического движения Панамы. Чеканилась в 2001 и 2008 гг.

Наряду с вышеописанными, в обращении находятся (хотя и редко встречаются) монеты специальных, памятных и юбилейных выпусков, а также монеты устаревших типов.